# Szeląg wołoski
Szeląg wołoski – potoczna nazwa wybitych w Suczawie w latach sześćdziesiątych XVII w. fałszywych szelągów, które masowo przemycano do Rzeczypospolitej.